# Rugby a 15 nel 1949
Nel 1949, oltre alla conferma dell'Irlanda nel Torneo delle Cinque nazioni, si assiste al ritorno della Bledisloe Cup in Australia. Australia che va sorprendentemente a strappare due vittorie in terra neozelandese.
È un anno negativo per gli All Blacks che inanellano anche 3 sconfitte con il Sudafrica e una con la Rhodesia.
Momento difficile anche per l'Italia che, causa un campionato che lascia poco spazio alla nazionale, cede sia alla seconda squadra francese che alla Cecoslovacchia.

## Attività internazionale

### Altri test
| Amsterdam 20 marzo 1949 | Paesi Bassi | 3 – 6 | Belgio |  |

| Praga 2 ottobre 1949 | Cecoslovacchia | 5 – 20 | Romania |  |

| Stoccolma 23 ottobre 1949 | Svezia | 6 – 0 | Danimarca |  |

| Coulommiers 30 ottobre 1949 | Ile de France B | 11 – 3 | Belgio |  |

| Bruxelles 3 novembre 1949 | Belgio | 11 – 21 | Ile de France B |  |

| Huy 11 novembre 1949 | Belgio | 5 – 5 | Ile de France B |  |

| Bruxelles 27 novembre 1949 | Belgio | 15 – 5 | Paesi Bassi |  |

## La nazionale italiana
La squadra azzurra ricambia la vista della Francia (che schiera ancora la seconda squadra) e della Cecoslovacchia. I risultati sono disastrosi con due sconfitte.
| Arbitro: | Taddei |

| |           |  |
| 7' c.p. Desclaux -- 12' m. Cazenave 22' m. Durand -- 24' e 40' cp. Desclaux 46' m. Bournier -- 59' m. Cazenave 69' m. Desclaux -- 73' m. Marquey | Marcatori |  |

| Arbitro: | Skvor |

|                                                                               |           |                              |
| 18' m. Binovec 30' c.p. Vanicek 62' m. Papouseck tr. Vanicek 78' m. Barchanek | Marcatori | 12' m. Rossini 26' m. Marini |

## I Barbarians
Nel 1949 la squadra ad inviti dei Barbarians ha disputato i seguenti incontri:
| Bedford 3 marzo 1949 | East Midlands | 11 – 24 | Barbarians |  |

| Penarth 15 aprile 1949 | Penarth RFC | 11 – 14 | Barbarians |  |

| Cardiff 16 aprile 1949 | Cardiff RFC | 5 – 6 | Barbarians | Arms Park |

| Swansea 18 aprile 1949 | Swansea RFC | 3 – 10 | Barbarians | Saint Helen's |

| Newport 19 aprile 1949 | Newport RFC | 5 – 6 | Barbarians | Rodney Parade |

| Leicester 27 dicembre 1949 | Leicester Tigers | 0 – 29 | Barbarians | Welford Road |

## Campionati nazionali
| Sudafrica            | Currie Cup              | non disputata     |
| Nuovo Galles del Sud | Shute Shield            | Gordon            |
| Argentina            | Camp. di Buenos Aires   | CASI e C.U.B.A.   |
|                      | Argentino               | Provincia         |
| Francia              | Campionato 1948-49      | Castres Olympique |
| Inghilterra          | Campionato delle Contee | Lancashire        |
| Italia               | Campionato              | Rugby Roma        |
| Romania              | Campionato              | CCA Bucarest      |
| Spagna               | Copa del Rey            | Atlético Madrid   |